# Hypophrygischer Modus
Der hypophrygische Modus (deuterus plagalis), kurz Hypophrygisch; ist eine Kirchentonart, die als Plagaltonart vom phrygischen Modus abgeleitet ist.
Der hypophrygische Modus wird gebildet, indem der obere Tetrachord des phrygischen Modus unter den unteren Tetrachord gesetzt wird. Die Finalis bleibt jedoch erhalten. Als sogenannter vierter Modus beziehungsweise vierter Ton hat er einen Tonumfang (Ambitus) von H bis h, Finalis ist e und Tenor ist a.

Phrygischer und Hypophrygischer Modus

Glarean charakterisierte in seinem Werk Dodekachordon den hypophrygischen Modus als „Wehmüthiges Flehen“.  Vgl. auch Affektenlehre.
Für heutige Anwendungen (etwa im modalen Jazz) spielt der hypophrygische Modus keine Rolle, weil bei den modalen Tonleitern nicht zwischen authentisch und plagal unterschieden wird. Hier gibt es also nur die phrygische, aber keine hypophrygische Tonleiter.

## Beispiele
- Das Weizenkorn muss sterben (GL 620, 1972)
- Erbarme dich, erbarm dich mein (GL 164, GLn 268), Melodie von Caspar Ulenberg 1582 (zu Bußpsalmliedern)
- Ach Gott, vom Himmel sieh darein (EG 273)
- Die Nacht ist vorgedrungen (GL 111, EG 16, 1939)
- Christus, der uns selig macht (EG 77) / O hilf, Christe, Gottes Sohn (GL 181 ö) (ca. 1500)
- Gloria I, Osterzeit (GL 411)